# 패닉 런
《패닉 런》(영어: The Desperate Hour)은 미국과 캐나다에서 제작된 필립 노이스 감독의 2021년 스릴러 영화이다. 나오미 와츠 등이 출연하였다.

## 줄거리
최근 남편을 잃고 예전같은 일상을 회복하고자 노력하던 에이미는 숲속에서 조깅을 하던 중 아들이 다니는 학교에서 총기 난사 사태가 벌어져 학교가 봉쇄됐다는 걸 알게 된다. 에이미는 휴대 전화를 이용해 관련 정보를 알아보는 가운데 아들을 구하기 위해 필사적으로 달리기 시작한다.

## 출연
- 나오미 와츠 - 에이미 역
- 데이비드 리앨 - CJ 역
- 조시 보먼 - 응급 신고 응대 경찰 역
- 폴 페이프 - 리프트 운전자 역
- 엘런 두빈 - 브랜트 경사 역
- 제이슨 클라크 - 그레그 역 (목소리)
- 앨릭스 팩스턴비즐리

## 기타
- 수입: 찬란
- 제공: 인터파크INT